# Ligne spécialisée
Pour les articles homonymes, voir LS.
Une ligne spécialisée (LS) appelée également liaison louée ou ligne louée est en informatique ou en télécommunication une liaison physique de niveau 2 (cf. Modèle OSI), connectée en permanence entre deux bâtiments distants. Elle n'est qu'exclusivement partagée entre ces deux points, à la différence des réseaux dits "partagés" où tous les abonnés disposent des mêmes ressources matérielles et logicielles (liaisons et routeurs IP).
Elle est mise en œuvre et exploitée par un opérateur de télécommunications sur des courtes ou longues distances.

## Détail technique de fonctionnement
En réalité la ligne spécialisée n'est souvent dédiée qu'entre le site du client et le point d'accès au réseau de l'opérateur de télécommunications, les données étant transportées ensuite sur des réseaux d'opérateurs de télécommunications (TDM, ATM, MPLS), sur lesquels seule la bande passante est dédiée. Elles sont supplantées depuis plusieurs années par les techniques xDSL, moins onéreuses.